# Copelatus lineatus
Copelatus lineatus är en skalbaggsart som först beskrevs av Guérin-Méneville 1838.  Copelatus lineatus ingår i släktet Copelatus och familjen dykare. Inga underarter finns listade i Catalogue of Life.